# Esuno Sakae
えすの サカエ是日本男性漫畫家，代表作是《未来日記》。

## 人物
2001年，以《鐵道天使》在第11回ACE & NEXT新人漫畫賞中得到獎勵賞。
2004年，以《花子和寓言敘事者》正式出道；2005年連載結束。
2006年，開始在《月刊少年Ace》連載《未來日記》；2010年連載完畢。
2011年，《未來日記》動畫化。同年於《月刊少年Ace》開始連載《至高指令》。
2012年，《未來日記》真人電視劇化。
2016年，《至高指令》連載結束，同年正式動畫化。
2017年，開始連載《狂亂偵探明智》；於2018年完結。
2019年，擔任原作為宇野朴人的作品《七魔劍支配天下》的漫畫版作者。

## 作品列表

### 連載中
- 七魔劍支配天下（原作：宇野朴人、《月刊少年Ace》2019年 - 連載中、既刊7卷）

### 連載完結
- 花子和寓言敘事者（於《月刊少年Ace》2004年 - 2005年連載，角川書店出版，全4冊，完全版全3冊）
- 未來日記（於《月刊少年Ace》2006年 - 2011年連載，角川書店出版，全12冊，中文版台灣角川發行）
  - 未来日記 Mosaic（於月刊少年Ace増刊《Ace Assault》連載，角川書店出版，全1冊）
  - 未来日記 Paradox（於月刊少年Ace増刊《Ace Assault》（第一話、二話）及《Young Ace》（第三話至五話）連載，角川書店出版，全1冊）
- 至高指令（《月刊少年Ace》2011年－2016年連載，角川書店出版，中文版由台灣角川發行，全10冊）
- 狂亂偵探明智（《月刊少年Ace》2017年－2018年連載、全4冊）

### 短篇
- （《エースネクスト》2001年9月號掲載）
- （《月刊少年Ace》2003年6月號別冊付錄《少年エースをねらえ！ 2003 spring》掲載）